# Sparisoma aurofrenatum
Sparisoma aurofrenatum es una especie de peces de la familia Scaridae en el orden de los Perciformes.

## Morfología
• Los machos pueden llegar alcanzar los 28 cm de longitud total.

## Distribución geográfica
Se encuentra desde Bermuda, Florida y Bahamas hasta la América Central y Brasil, incluyendo el Caribe.